# Miłów
Miłów, německy Mühlow, je vesnice ve gmině Maszewo v okrese Krosno Odrzańskie v Lubušském vojvodství v západním Polsku. Leží na pravém břehu veletoku Odra u německo-polské státní hranice a v mezoregionu Dolina Środkowej Odry. Jižní část území vesnice leží v krajinném parku Krzesiński Park Krajobrazowy.

## Historie a popis
Převážně zemědělská obec, kde první písemná zmínka pochází z roku 1376. 
Po druhé světové válce bylo německé obyvatelstvo vysídleno a začali zde působit polští pohraničníci. Byl zde zřízen říční hraniční přechod do Německa Miłów-Eisenhüttenstadt, který po vstupu do schengenského prostoru ztratil význam. V letech 1975–1998 byla obec administrativně součástí již zaniklého Zelenohorského vojvodství. Vesnice je sídlem sołectwa a v roce 2008 zde trvale žilo 148 obyvatel a v roce 2021 zde žilo 129 obyvatel. Nejbližšími sousedními sídly jsou vesnice Rybaki a Bytomiec.

## Významní obyvatelé
- Willi Reschke (1922–2017) - pilot Luftwaffe

## Další informace
Vesnicí vede dálková cyklistická trasa Szlak Zielona Odra.

## Galerie

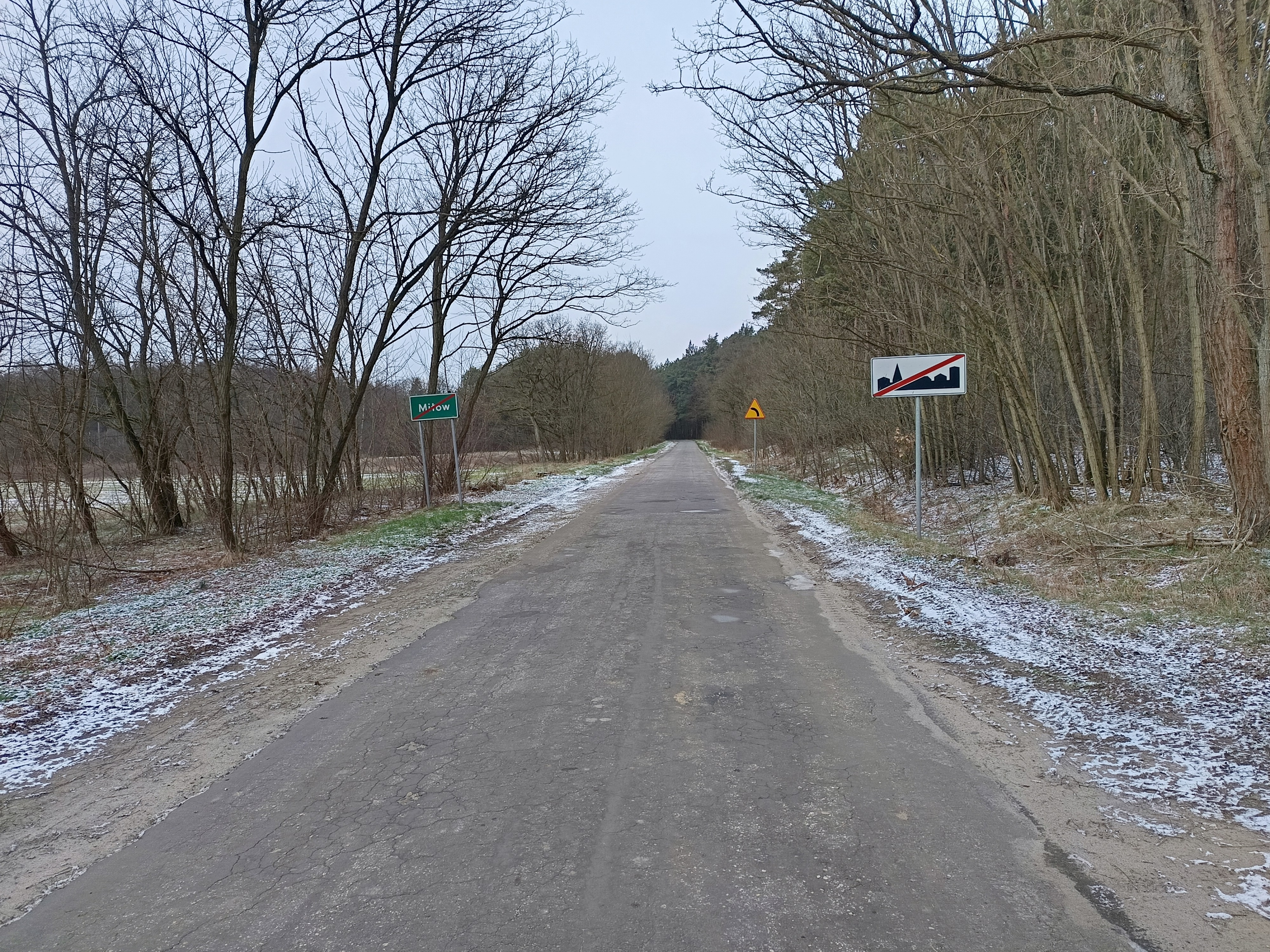
Výjezd z vesnice
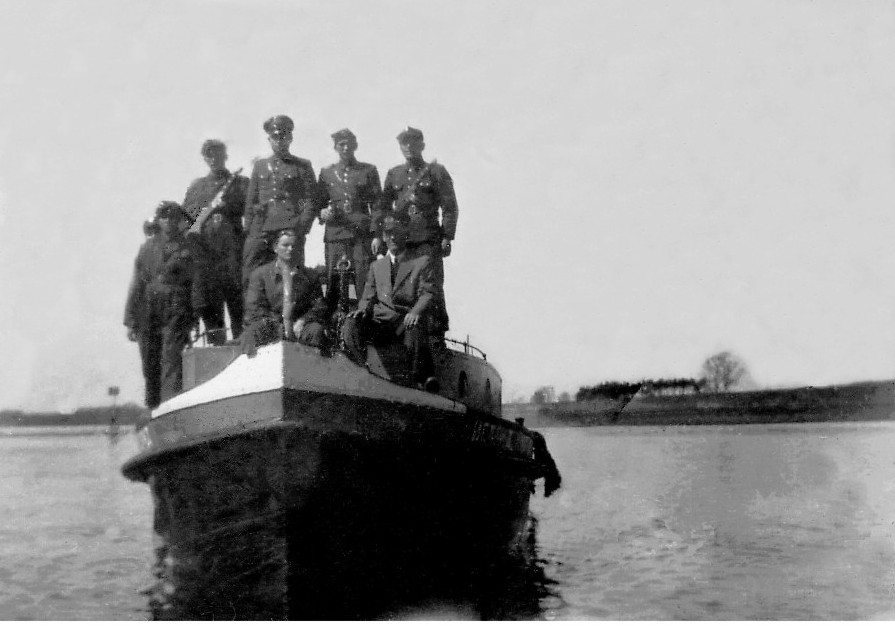
Historická fotografie pohraničníků z 50. let 20. století